# 伊勒伊羅安
伊勒伊羅安（Ēl ʿElyōn），在舊約聖經中，是上帝的名稱之一，意譯為至高神（英語：God Most High）。

## 字根
伊勒的字根來自西北閃語的埃爾神（Ēl），意思是神明。
伊羅安（英語：Elyon）的字根來自希伯來文的，意思是舉高、或升高。在七十士譯本中它被譯為至高者（英語：highest）。
在北非的Sugin及Lept is Magna，發現兩塊用古迦太基文刻寫的石碑中，用埃爾神（El）來代表地上的神，而用伊羅安（英語：Elyon）來代表天上的神。因此，伊勒與伊羅安，在迦南人中，原是兩個不同的神。但後來被合而為一，成為他們的至高神，眾神之主。在西元前14-15世紀間，Tell el-Amarna的信札，及公元前八世紀亞拉美語的Sefire碑文中都可以見到這個狀況。

## 舊約聖經
在《創世紀》中，麥基洗德被介紹為至高神的祭司。